# Anisodes sopater
Anisodes sopater là một loài bướm đêm trong họ Geometridae.